# Liste der maritimen Waffensysteme der griechischen Marine

Seekriegsflagge der Griechischen Marine

Die griechische Marine unterhält zurzeit etwa 100 kleinere und mittelgroße Kriegsschiffe in den Hauptstützpunkten Salamis, und in Souda, Kreta.

## Schiffseinheiten

### Fregatten
| Schiffsklasse | Herkunft                  | Foto | Schiffe | Verdrängung | Anmerkungen                                                                          |
| ------------- | ------------------------- | ---- | --- | ----------- | ------------------------------------------------------------------------------------ |
| Elli          | Niederlande/ Griechenland |      | Elli (F 450) Lemnos (F 451) Adrias (F 459) Aegeon (F 460) Navarinon (F 461) Kountouriotis (F 462) Bouboulina (F 463) Kanaris (F 464) Themistokles (F 465) Nikephoros Phokas (F 466) | 3800 t      | Acht davon ehemalige Einheiten der niederländischen Marine                           |
| Hydra         | Deutschland/ Griechenland |      | Hydra (F 452) Spetsai (F 453) Psara (F 454) Salamis (F 455) | 3200 t      |                                                                                      |
| Kimon         | Frankreich                |      | | 4500 t      | Drei Fregatten im Bau bzw. bestellt, welche 2025 bis 2026 ausgeliefert werden sollen |

### U-Boote
| Schiffsklasse | Herkunft                  | Foto | Schiffe                                                               | Verdrängung | Anmerkungen |
| ------------- | ------------------------- | ---- | --------------------------------------------------------------------- | ----------- | ----------- |
| Glaukos       | Deutschland               |      | Nereus (S 111) Triton (S 112) Proteus (S 113)                         | 1207 t      |             |
| Poseidon      | Deutschland               |      | Poseidon (S 116) Amphitrite (S 117) Okeanos (S 118) Pontos (S 119)    | 1285 t      |             |
| Papanikolis   | Deutschland/ Griechenland |      | Papanikolis (S 120) Pipinos (S 121) Matrozos (S 122) Katsonis (S 123) | 1930 t      |             |

### Flugkörperschnellboote
| Schiffsklasse                    | Herkunft     | Foto | Schiffe | Verdrängung | Anmerkungen |
| -------------------------------- | ------------ | ---- | --- | ----------- | ----------- |
| La Combattante IIIa (Laskos)     | Griechenland |      | Laskos (P 20) Blessas (P 21) Mykonios (P 22) Troupakis (P 23) | 329 t       |             |
| La Combattante IIIb (Kavaloudis) | Griechenland |      | Kavaloudis (P 24) Degiannis (P 26) Xenos (P 27) Simitzopoulos (P 28) Starakis (P 29) | 425 t       |             |
| La Combattante IIIa (Votsis)     | Frankreich   |      | Votsis (P 72) Pezopoulos (P 73) Maridakis (P 75) | 329 t       |             |
| Super-Vita (Roussen)             | Griechenland |      | Ypoploiarchos Roussen (P 67) Ypoploiarchos Daniolos (P 68) Ypoploiarchos Krystallidis (P 69) Ypoploiarchos Grigoropoulos (P 70) Ypoploiarchos Ritsos (P 71) Ypoploiarchos Karathanasis (P 78) Ypoploiarchos Vlachakos (P 79) | 668 t       |             |

### Kanonenboote
| Schiffsklasse | Herkunft           | Foto | Schiffe | Verdrängung | Anmerkungen |
| ------------- | ------------------ | ---- | --- | ----------- | ----------- |
| Osprey-55     | Griechenland       |      | Armatolos (P 18) Naumachos (P 19) Kasos (P 57) Polemistes (P 61) Machetes (P 266) Nikephoros (P 267) Aettetos (P 268) Krataios (P 269) | 586 t       |             |
| Asheville     | Vereinigte Staaten |      | Tolme (P 229) Horme (P 230) | 244 t       |             |

### Minenabwehrfahrzeuge
| Schiffsklasse | Herkunft               | Foto | Schiffe                                                                                  | Verdrängung | Anmerkungen                                   |
| ------------- | ---------------------- | ---- | ---------------------------------------------------------------------------------------- | ----------- | --------------------------------------------- |
| Osprey        | Vereinigte Staaten     |      | Evniki (M 61) Kalypso (M 64)                                                             | 907 t       | ehemalige Einheiten der amerikanischen Marine |
| Hunt          | Vereinigtes Königreich |      | Europa (ΕΥΡΩΠΗ) (M 62) Kallisto (ΚΑΛΛΙΣΤΩ) (M 63)                                        | 762 t       | ehemalige Einheiten der britischen Marine     |
|               |                        |      | Alkyon (M 211), Aura (M 214) Aedon (M 240), Kichle (M 241) Kissa (M 242), Pleias (M 248) |             |                                               |

### Amphibische Schiffe
Klasse Samos, in Griechenland entwickelt und gebaut
- LST Chios (L 173)
- LST Samos (L 174)
- LST Ikaria (L 175)
- LST Lesbos (L 176)
- LST Rhodos (L 177)

LCU Typ 520, aus dem Bestand der Bundesmarine  
- LSH Ios  (L 167); ex-"BARBE" der Bundesmarine (L 790)
- LSH Paros  (L 179); ex-"SALM" der Bundesmarine (L 799)
- LSH Sikinos  (L 168); ex-"DORSCH" der Bundesmarine (L 792)
- LSH Pholegandros (L 170); ex-"FELCHEN" der Bundesmarine (L 793)

LCM Typ 521
- 11 Boote aus dem Bestand der Bundesmarine, nicht alle einsatzfähig

LCVP
- 55 Boote, einige davon aus dem Bestand der Bundesmarine, nicht alle einsatzfähig

Pomornik-Klasse Hovercraft, aus Russland importiert
- LCAC Kephallenia (L 180)
- LCAC Ithaka (L 181)
- LCAC Kerkyra (L 182)
- LCAC Zakynthos (L 183)

### Personentransport-Schiffe
- PTV Naxos (L 178)
- PTV Pandora (L 419)
- PTV Pandrosos (L 420)
- PTV Seriphos (L 195)

### Patrouillenboote
- Tjeld-Klasse
  - CP Andromeda (P 196)
  - CP Kyknos (P 198)
  - CP Pegasus (P 199)
  - CP Toxotes (P 228)
- CP Diopos Antoniou (Ρ-286)
- CP Keleustes Stamou (Ρ-287)

### Wassertanker
- WT Kalliroe (A 468)
- WT Trichonis (A 466)
- WT Doirane (A 467)
- WT Kerkine (A 433)
- WT Prespa (A 434)
- WT Stymphalia (A 469)

### Öltanker
- OT Zeus (A 375)
- OT Uranos (A 416)
- OT Hyperion (A 417)
- OT Orion (A 376)

### Versorgungsschiffe
- AOR Prometheus (A 374)
- ATV Evros (A 415)
- LTV Karavogiannos (A 479)
- LTV Lykoudes (A 481)
- AO Axios (A 464)
- AO Aliakmon (A 470)

### Hydrographische Schiffe
- MRV Thetis (A 307)
- MRV Naphtilos (A 478)
- OCV Pythias (A 474)
- OCV Strabon (A 476)
- OCV Akatos 14 (AΚ 14)

### Schlepper
- Danaos (A 427)
- Romaleos (A 442)
- Diomedes (A 409)
- Herakles (A 423)
- Odysseus (A 425)
- Jason (A 424)
- Atrometos (A 410)
- Gigas (A 432)
- Achilleus (A 409)
- Aeas (A 412)
- Perseus (A 429)
- Atreus (A 439)
- Theseus (A 441)
- Nestor (A 428)
- Danaos (A 427)
- Pileus (A413)
- Pelias (A437)
- Aegeus (A 438)

### Museumsschiffe, offiziell weiterhin im aktiven Dienst
| Schiffsklasse | Herkunft           | Foto | Schiffe          | Verdrängung | Anmerkungen                                                             |
| ------------- | ------------------ | ---- | ---------------- | ----------- | ----------------------------------------------------------------------- |
| Pisa          | Königreich Italien |      | Georgios Averoff | 10.200 t    | Panzerkreuzer, Stapellauf 1910                                          |
| Fletcher      | Vereinigte Staaten |      | Velos            | 2900 t      | Zerstörer, ehemals USS Charrette, Stapellauf 1942, seit 1959 griechisch |
| Olympias      | Griechenland       |      | Olympias         | 47 t        | Triere (Nachbau), Stapellauf 1987                                       |

## Luftfahrzeuge
Die griechischen Marineflieger betreiben 1 Flugzeug und 18 Hubschrauber (Stand Ende 2020).
| Luftfahrzeuge  | Bild      | Herkunft           | Verwendung            | Version         | Aktiv     | Bestellt  | Anmerkungen                              |
| Flugzeuge      | Flugzeuge | Flugzeuge          | Flugzeuge             | Flugzeuge       | Flugzeuge | Flugzeuge | Flugzeuge                                |
| -------------- | --------- | ------------------ | --------------------- | --------------- | --------- | --------- | ---------------------------------------- |
| Lockheed P-3   |           | Vereinigte Staaten | Seefernaufklärer      | P-3B            | 1         |           |                                          |
| Hubschrauber   |           |                    |                       |                 |           |           |                                          |
| Bell UH-1      |           | Vereinigte Staaten | U-Jagdhubschrauber    | AB 212ASW       | 7         |           | Werden durch sieben neue MR-60R ersetzt. |
| Sikorsky UH-60 |           | Vereinigte Staaten | Mehrzweckhubschrauber | S-70/B-6 MR-60R | 11 0      | 0 7       |                                          |

## Landgestützte Systeme
- Flugabwehrsystem Crotale
- Antischiffsflugkörper Exocet